# Amable de Baudus
Pour les articles homonymes, voir Baudus.
Marie Jean Louis Amable Baudus de Villenove, né le 6 septembre 1761 à Cahors et mort le 17 septembre 1822 à Poitiers, est un magistrat, journaliste et diplomate français.

## Origines et famille
Les Baudus, magistrats d’origine toscane, se sont fixés vers 1580 à Cahors. 
Amable de Baudus est le petit-fils de Pierre de Baudus (1695-1780), capitoul de Toulouse, et le fils d’Hugues Joseph Guillaume de Baudus (1723-1794), lieutenant criminel au présidial de Cahors, guillotiné et enterré à Picpus et d’Anne-Marie de Maurès de Malartic (1734-1803).

## Jeunesse et débuts
Amable de Baudus y commence ses études en compagnie de Jean-Michel Agar, Jean-Baptiste Bessières et Joachim Murat. Après l’université de Toulouse, il revient à Cahors comme avocat du roi. 
En septembre 1789, il est nommé major de la garde nationale, le 10 février 1790, il est élu maire de Cahors, puis procureur général syndic du département, mais son refus de cautionner la Constitution civile du clergé, le chasse de sa ville natale. 
En juillet 1792, il rejoint l’armée des émigrés et fait la campagne de Belgique dans le corps de Bourbon. 

## Carrière journalistique

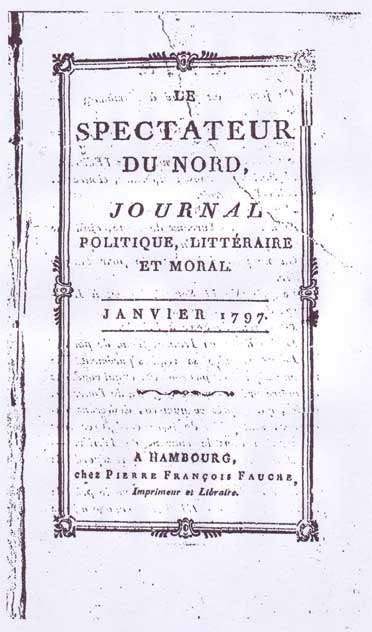
Couverture de l'exemplaire du journal Le Spectateur du Nord publié en 1797

### Le Spectateur du Nord
Après quelques mois de collaboration avec Jean Luzac, propriétaire de la Gazette de Leyde, il devient l’unique rédacteur de la Gazette d’Altona, puis s’installe à Hambourg, où, en janvier 1797, il fonde Le Spectateur du Nord, imprimé chez le libraire Pierre Fauche et qui durera six ans, à raison d’un numéro par mois. 
Le succès est immédiat. Baudus est le maître absolu de ce journal, qui le met en lien avec les personnalités les plus éminentes de l’émigration politique, littéraire et religieuse. Antoine de Rivarol, l’abbé Delille, le marquis de Romance-Mesmon, l’abbé de Pradt ou encore Charles de Villers apportent leur concours littéraire tandis que Baudus se réserve la partie politique qu’il rédige sous forme d’un coup d’œil aussi vigilant qu’impartial. 
Archenholtz et Gentz en citent de larges extraits dans leurs gazettes respectives. Son travail n’empêche pas Baudus de fréquenter quelques salons très choisis : la princesse de Vaudémont, l’ambassadeur espagnol Ocariz et sa femme, la marquise de Rougé, se disputent l’honneur de le recevoir.   
Après le coup d’État de Fructidor, Baudus et son journal sont condamnés par contumace. Une nouvelle vague d’émigration porte à Hambourg écrivains et politiques qui se regroupent autour du Spectateur, tels l’abbé Louis, Joseph-Alphonse Esménard, Mathieu Dumas, le marquis de la Tresne, mais surtout Jean-Pierre Louis de Fontanes qui noue avec Baudus une solide amitié, avant de partir pour Londres où il vante si haut les qualités d’Amable à Chateaubriand que celui-ci, alors misérable, sollicite et obtient la faveur de devenir son correspondant. 

## Carrière politique

### De Hambourg à Ratisbonne
La notoriété de Baudus parvient aux oreilles du ministre français des Relations extérieures, Talleyrand, que Fontanes a fait abonner au Spectateur. Après le traité de Lunéville, Talleyrand demande à Baudus de remplir une mission diplomatique secrète pour préparer la paix : c’est le prix à payer pour obtenir sa radiation et rentrer en France. 
Du 9 février 1801 au 25 mars 1802, sous le pseudonyme de Pétrus, Baudus adresse au ministre des courriers quotidiens qui fourmillent des renseignements les plus divers, de l’assassinat de l’empereur russe Paul Ier  aux suites immédiates du Concordat.
Présent à la signature de la paix d’Amiens, Baudus ne rentre en France que pour repartir vers une autre mission tout aussi secrète à Ratisbonne où se tient la Diète, et où la France doit régler la délicate question de l’indemnisation des princes allemands expropriés par le traité de paix.
La rupture de la paix d’Amiens en mai 1803 met un terme à cette mission de Baudus qui, nommé historiographe, travaille étroitement à Paris avec Talleyrand, puis Champagny. 

### Naples

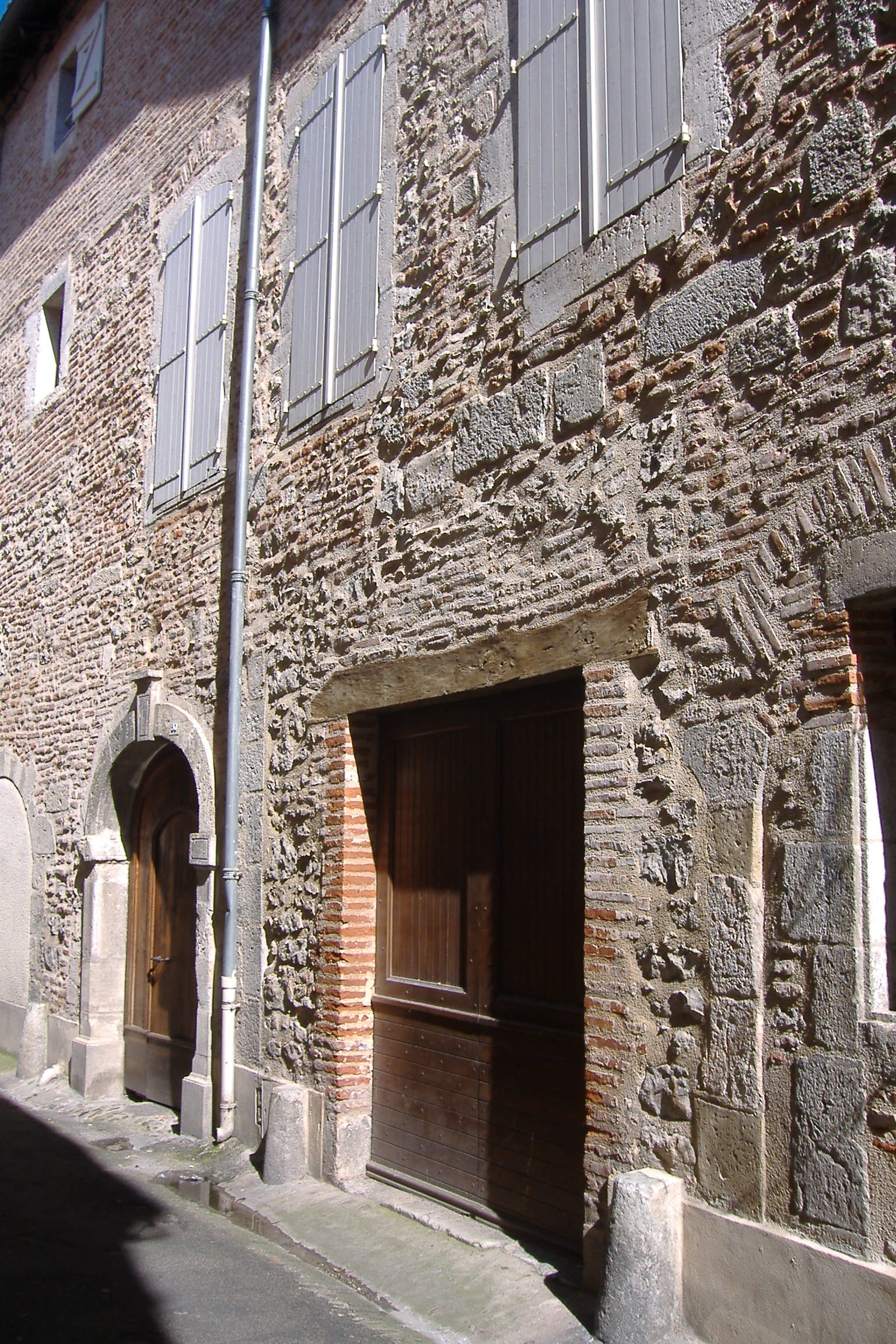
Hôtel de Baudus – Cahors – XVIIe siècle

À l’été 1808, Murat, nommé roi de Naples, demande à Baudus de devenir le gouverneur de son fils, Achille. Baudus, qui n’a pas trouvé son bonheur dans les bureaux du ministère, et surtout, s’est opposé vigoureusement à l’exécution du duc d’Enghien, accepte ce nouvel exil qui va durer six ans. 
Tout en se dévouant ardemment à sa tâche, il veille sur la carrière de son fils aîné, Élie, qui se bat, comme aide de camp du maréchal Bessières, puis, après que celui-ci a été tué, comme aide de camp du maréchal Soult. 
Quand Louis XVIII monte sur le trône en 1814, Baudus rentre en France et s’installe en Poitou.  

### Les Cent-Jours
Lors des Cent-Jours, lorsque Murat débarque à Fréjus, le ministre des Affaires étrangères, Caulaincourt fait venir Baudus et lui demande, au nom de l’empereur, d’aller retrouver Murat pour tenter de le raisonner. Baudus se rend à Cannes mais ne peut fléchir la volonté de Murat.

### La Restauration
Rentré à Paris, sous la Restauration, il s’occupe de sauver un ami très cher, condamné à mort : le comte de Lavalette. Avec l’aide du ménage Bresson, Baudus organise une évasion si rocambolesque qu’elle réussit. Caché dans les locaux mêmes du ministère des Affaires étrangères, Lavalette pourra gagner l’Allemagne et attendre que la grâce du roi lui permette de rentrer en France.
Nommé aux Affaires étrangères, le duc de Richelieu appelle Baudus auprès de lui pour lui demander s’il peut tenter de rétablir l’image abîmée de la France en Europe. Ne pourrait-on faire renaître le Spectateur ? 
En mai 1816, Baudus entreprend donc un voyage qui le conduit en Allemagne, en Suisse et en Belgique. Il rencontre les ministres français en poste, dont certains, comme le comte Reinhard ou le marquis de Bonnay, sont des amis, bouillants à l’idée de ce projet. Mais après cinq mois de rencontres en tout genre, de correspondance secrète avec d’Hauterive et Richelieu, Baudus aboutit à la conclusion qu’un journal français à l’étranger n’est pas la solution pour faire bouger l’opinion. Et d’exposer à Richelieu par quels moyens plus subtils, on pourrait obtenir de meilleurs résultats.
En décembre 1816, Richelieu crée un bureau qui sera chargé, sous la direction de Baudus, de la censure des journaux français et de l’examen des ouvrages politiques qui paraîtront en Europe. Tâche ingrate que Baudus appellera son rocher de Sisyphe mais qui lui vaut la reconnaissance de ceux qui constateront que ce travail a largement contribué à la réussite du Congrès d’Aix-la-Chapelle.

### La fin
Épuisé par les soucis de son travail, il obtient du ministre Montmorency sa mise à la retraite, le jour même où meurt Richelieu auquel il était attaché par une affection aussi respectueuse qu’admirative. Il lui reste à remplir une dernière mission, familiale celle-là : marier son fils Élie. Baudus s’y attache avec passion. Le 15 janvier 1822, Élie épouse Pauline de Tascher, fille de Pierre Jean Alexandre Tascher, petite cousine de Joséphine de Beauharnais, mariage arrangé qui se révèlera être un véritable mariage d’amour. 
Il meurt quelques semaines avant la naissance de son premier petit-fils Baudus. 